# Herbert Schultze (Theologe)

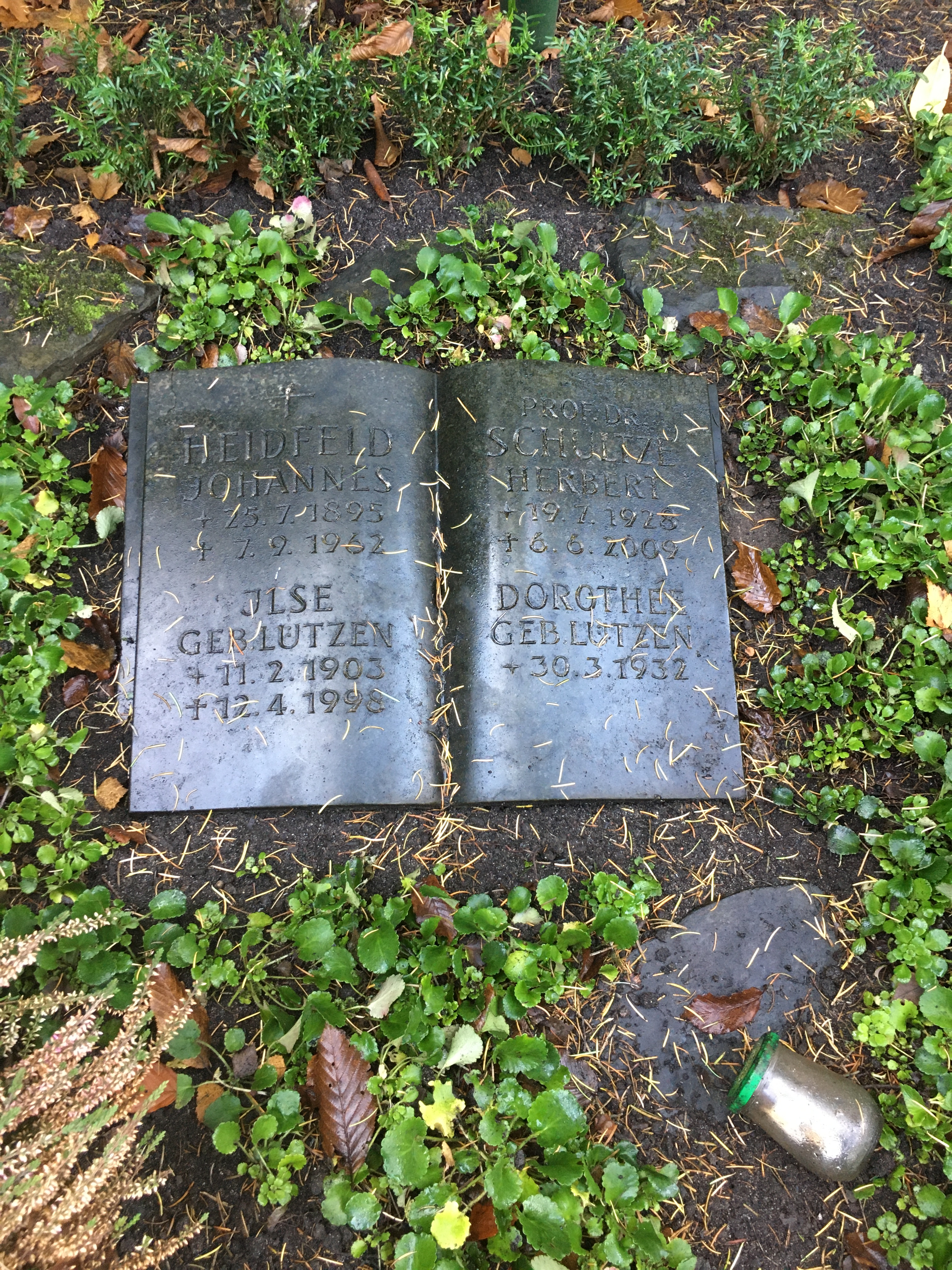
Grabstätte Herbert Schultze auf dem Friedhof Ohlsdorf

Herbert Schultze (* 19. Juli 1928 in Stettin; † 6. Juni 2009 in Hamburg) war ein deutscher evangelischer Theologe und Hochschullehrer.

## Leben
Herbert Schultze ging in Berlin zur Schule und wurde 1944 an der Ostfront als Soldat eingesetzt. Verwundet floh er 1945 aus dem Lazarett vor den heranrückenden russischen Truppen. Nach Kriegsende studierte er Theologie und Geschichte an der Berliner Humboldt-Universität, wo er 1952 promoviert wurde.
1953 unterrichtete Schultze an einer Essener Schule als Religionslehrer, danach war er im Vikariat der Evangelischen Kirche in Berlin-Brandenburg tätig. Ab 1956 hatte er eine Stelle in der Religionslehrerausbildung in Berlin inne. 1959 arbeitete Schultze für ein Jahr als Pastor an einer Kirche in Wilmersdorf. 1962 kam er nach Hamburg und wurde Leiter des Religionsunterrichts an der Evangelisch-Lutherischen Landeskirche.
1968 wechselte Schultze als Lehrgangsleiter des Deutschen Instituts für Fernstudien an die Universität Tübingen, von 1971 bis 1988 war er Direktor des Comenius-Instituts in Münster. 1982 übernahm Schultze eine Dozentur an der Universität Duisburg-Essen im Fachbereich „Evangelische Theologie“. Dort wurde ihm im Juli 2003 die Honorarprofessur im Fachbereich „Philosophie, Geschichts-, Religions- und Sozialwissenschaften“ verliehen.
Schultzes Engagement galt dem Dialog zwischen den Religionen und Pädagogen. Seit 1964 war er Mitglied der Intereuropäischen Kommission für Kirche und Schule (ICCS), von 1982 bis 1989 als Präsident. 1965 saß er für sieben Jahre im Beratungsausschuss für Erziehung im Deutschen Nationalkomitee des Lutherischen Weltbundes. 1990 war Schultze Mitbegründer der Europäischen Vereinigung für Weltreligionen in der Bildung und wurde deren erster Vorsitzender. Er arbeitete an einer Reihe von Schriften zur christlichen Erziehung und betrieb gemeinsam mit Abdoldjavad Falaturi Studien zur Repräsentation des Islam in Lehrbüchern.
Herbert Schultze verstarb 80-jährig in Hamburg und wurde auf dem dortigen Friedhof Ohlsdorf im Planquadrat Z 19 beigesetzt. Er war seit den 1990er-Jahren mit Dorothee geb. Lützen (* 1932) verheiratet und hatte einen Sohn aus einer früheren Ehe.

## Veröffentlichungen (Auswahl)
- 1964: Ur-Kunde des Glaubens, Furche-Verlag, Hamburg
- 1964: Das Wirken des Heiligen Geistes, Furche-Verlag, Hamburg
- 1966: Ethische Fragen im Unterricht, Furche-Verlag, Hamburg
- 1969: Konfirmation heute und morgen, Quell-Verlag, Stuttgart
- 1970: Religion im Unterricht, Verlagsgruppe Beltz, Weinheim
- 1976: Religionsunterricht und Konfession, (mit Reinhard Frieling), Verlag Vandenhoeck & Ruprecht, Göttingen
- 1980: Das Religionsbuch der Zukunft, Verlag Metzler, Stuttgart, ISBN 978-3-476-30169-7
- 1985: Frieden als Thema im Religionsunterricht, Comenius-Institut, Münster
- 1987: Unterrichtshilfen zum Thema Judentum, Comenius-Institut, Münster
- 1988: Bildungsinhalt: Weltreligionen: Grundlagen und Anregungen für den Unterricht, Comenius-Institut, Münster
- 1988: Analyse der Richtlinien und Lehrpläne der Bundesländer zum Thema Islam, Georg-Eckert-Institut - Leibniz-Institut für internationale Schulbuchforschung, Braunschweig
- 1989: Juden und Christen: Begegnungen zwischen Christen, Comenius-Institut, Münster
- 1990: Abdoldjavad Falaturi: Muslim Thoughts For Teachers And Textbooks Authors, Islamische Wissenschaftliche Akademie, Köln, ISBN 978-3-89108-006-1 (übersetzt von Herbert Schultze)